# 丽卡达·穆尔特雷尔
丽卡达·穆尔特雷尔（德語：Ricarda Multerer，1990年4月5日—）是一名德国女子击剑运动员，主攻重剑。穆尔特雷尔曾入选2012年夏季奥林匹克运动会德国女子团体重剑队名单，但并未上场参赛。